# Ignaz Mitterer
Ignaz Mitterer, född 2 februari 1850 i St. Justina, Östtyrolen, död 18 augusti 1924 i Brixen, var en österrikisk tonsättare.
Mitterer prästvigdes 1874, utbildade sig en tid vid kyrkomusikskolan i Regensburg, där han 1882–85 var domkyrkokapellmästare, och blev därefter musikdirektör vid katedralen i Bressanone. Han odlade Palestrinas polyfona stil i en mängd kompositioner (bland annat mässor, rekviem, offertorier, hymner, vespersånger och Te Deum).